# Jun Fukamachi
Jun Fukamachi (深町 純, Fukamachi Jun) (Tokyo, 21 de maio de 1946 - Tokyo, 22 de novembro de 2010) foi um arranjador, tecladista e compositor japonês de jazz fusion e música ambiente. Fukamachi ganhou notoriedade por ter tocado com The Brecker Brothers e Steve Gadd, entre outros, além de uma sólida carreira solo. Várias de suas composições foram incluídas em trilhas-sonoras de filmes e seriados.
Considerado uma figura cult na música ambiente nipônica, Fukamachi faleceu em 22 de novembro de 2010, vitimado por uma dissecção aórtica devido a um hematoma pericárdico.

## Discografia
- ある若者の肖像 (1971)
- Hello! (1972)
- Introducing Jun Fukamachi (1975)
- Jun Fukamachi at Steinway (1976)
- Spiral Steps (1976)
- The Sea of Dirac (1977)
- Evening Star (1977)
- Second Phase (1977)
- Triangle Session (1977)
- Live at the Triangle Theatre (1977)
- Sgt. Peppers Lonely Hearts Club Band (1977)
- Jun Fukamachi & the New York All Stars: Live (1978)
- On the Move (1978)
- The Tale of the Heike (1978)
- Quark (1980)
- 海潮音 (1980)
- Digital Trip: Space Cruiser Yamato - Synthesizer Fantasy (with Hiroshi Miyagawa) (1982)
- Solo Vol.1 (1983)
- Digital Trip Queen Emeraldas Synthesizer Fantasy (1983)
- Digital Trip デジタルトリップ シンセ組曲 うる星やつら Synthesizer Fantasy (1984)
- 月下の群 (1984)
- Starview HCT-5808 (1984)
- Alien Majyu Kyo (1985)
- Nicole (1986)
- Midnight Dive (1998)
- Haru (2001)
- Aki (2001)
- Piano World: Miyuki Nakajima Melodies (2003)
- Taizo (2004)
- Hana (2005)
- Kaze (2005)
- Digit Café (with Akira Wada) (2005)
- Sea Horses[5]